# Championnats d'Europe de VTT 2015
Navigation
Saint-Wendel 2014 2016
Les championnats d'Europe de VTT 2015 ont lieu du 22 au 26 juillet 2015 à Chies d'Alpago en Italie. Ils sont organisés par l'Union européenne de cyclisme.

## Résultats

### Cross-country
| Épreuves               | Or                                                                  | Argent                                                               | Bronze                                                            |
| ---------------------- | ------------------------------------------------------------------- | -------------------------------------------------------------------- | ----------------------------------------------------------------- |
| Hommes                 | Julien Absalon                                                      | Lukas Flückiger                                                      | Manuel Fumic                                                      |
| Femmes                 | Jolanda Neff                                                        | Eva Lechner                                                          | Blaza Klemencic                                                   |
| Hommes moins de 23 ans | Pablo Rodriguez                                                     | Grant Ferguson                                                       | Jens Schuermans                                                   |
| Femmes moins de 23 ans | Perrine Clauzel                                                     | Margot Moschetti                                                     | Monika Żur                                                        |
| Hommes juniors         | Simon Andreassen                                                    | Antoine Philipp                                                      | Maximilian Brandl                                                 |
| Femmes juniors         | Sina Frei                                                           | Nicole Koller                                                        | Ida Jansson                                                       |
| Relais mixte           | Allemagne Maximilian Brandl Ben Zwiehoff Helen Grobert Manuel Fumic | Suisse Reto Indergand Arnaud Hertling Esther Süss Andri Frischknecht | Tchéquie Jan Vastl Matěj Průdek Barbora Průdková Jaroslav Kulhavy |

### Cross-country marathon
La compétition a lieu le 10 mai 2015 à Singen en Allemagne.
| Épreuves      | Or               | Argent       | Bronze       |
| ------------- | ---------------- | ------------ | ------------ |
| Hommes 98 km, | Jaroslav Kulhavý | Sascha Weber | Alban Lakata |
| Femmes 80 km, | Sabine Spitz     | Jolanda Neff | Esther Süss  |

### Cross-country eliminator
| Épreuves | Or                 | Argent             | Bronze           |
| -------- | ------------------ | ------------------ | ---------------- |
| Hommes   | Jeroen van Eck     | Heiko Hog          | Marcel Wildhaber |
| Femmes   | Kathrin Stirnemann | Anna Oberparleiter | Chiara Teocchi   |

### Trial
| Épreuves                 | Or                | Argent           | Bronze              |
| ------------------------ | ----------------- | ---------------- | ------------------- |
| Hommes 20 pouces         | Benito Ros        | Abel Mustieles   | Alex Rudeau         |
| Hommes 26 pouces         | Jack Carthy       | Vincent Hermance | Giacomo Coustellier |
| Femmes                   | Tatiana Janíčková | Nina Reichenbach | Kristina Sykorova   |
| Hommes juniors 20 pouces | Dominik Oswald    | Sebastian Ruiz   | Nicolas Fleury      |
| Hommes juniors 26 pouces | Nicolas Vallée    | Jordi Araque     | Tom Blaser          |

## Tableau des médailles
| Rang  | Nation          | Or | Argent | Bronze | Total |
| ----- | --------------- | -- | ------ | ------ | ----- |
| 1     | Suisse          | 3  | 4      | 2      | 9     |
| 2     | France          | 3  | 3      | 3      | 9     |
| 3     | Espagne         | 2  | 3      | 0      | 5     |
| 4     | Allemagne       | 2  | 2      | 2      | 6     |
| 5     | Grande-Bretagne | 1  | 1      | 0      | 2     |
| 6     | Slovaquie       | 1  | 0      | 1      | 2     |
| 7     | Danemark        | 1  | 0      | 0      | 1     |
| 7     | Pays-Bas        | 1  | 0      | 0      | 1     |
| 9     | Italie          | 0  | 1      | 1      | 2     |
| 10    | Belgique        | 0  | 0      | 1      | 1     |
| 10    | Pologne         | 0  | 0      | 1      | 1     |
| 10    | Tchéquie        | 0  | 0      | 1      | 1     |
| 10    | Slovénie        | 0  | 0      | 1      | 1     |
| 10    | Suède           | 0  | 0      | 1      | 1     |
| Total | Total           | 14 | 14     | 14     | 42    |